# Sclerobelemnon burgeri
Sclerobelemnon burgeri är en korallart som först beskrevs av Geoffrey Alton Craig Herklots 1858.  Sclerobelemnon burgeri ingår i släktet Sclerobelemnon och familjen Kophobelemnidae. Inga underarter finns listade i Catalogue of Life.